# Peter Ward
Pour les articles homonymes, voir Peter Ward (homonymie) et Ward.
Peter Douglas Ward est un paléontologue professeur de biologie à l'université de Washington

## Publications
- Rivers in Time (2000)
- Rare Earth: Why Complex Life Is Uncommon in the Universe with Donald Brownlee (2000)
- Future Evolution (2001)  (ISBN 0-71673-496-6)
- The Life and Death of Planet Earth: How the New Science of Astrobiology Charts the Ultimate Fate of Our World with Donald Brownlee (2003)  (ISBN 0-80506-781-7)
- Gorgon: Obsession, Paleontology, and the Greatest Mass Extinction (2004)
- Life as We Do Not Know It (2005)  (ISBN 0-67003-458-4)
- Out of Thin Air: Dinosaurs, Birds, and Earth's Ancient Atmosphere (2006)  (ISBN 0-30910-061-5)
- Under a Green Sky: Global Warming, the Mass Extinctions of the Past, and What They Can Tell Us About Our Future (2007)  (ISBN 978-0-06113-791-4)